# Veiller sur elle
Veiller sur elle est un roman de Jean-Baptiste Andrea paru en 2023 aux éditions de l'Iconoclaste. Succès littéraire, il est récompensé par le Prix du roman Fnac et par le Prix Goncourt la même année, puis du Grand prix des Lectrices de Elle en 2024.

## Synopsis
Italie, 1986. Michelangelo Vitaliani, dit Mimo, est un vieil homme mourant, retiré dans un monastère. Ancien sculpteur, il « veille sur elle », sa dernière statue. Celle-ci a suscité l'émoi lorsqu'elle était exposée au public. Maintenant protégée, presque cachée, elle a provoqué des sentiments mélangés, parfois indescriptibles, de malaise ou d'excitation, et tous les observateurs s'accordent : personne ne sort indifférent de sa rencontre avec la statue, sans qu'il ne soit possible d'en expliquer la raison. Mimo replonge alors dans ses souvenirs, et livre l'histoire de sa vie.
Mimo est né pauvre, son père est mort, et son corps a oublié de grandir. Il est envoyé en 1916 sur les plateaux de Pietra d'Alba pour y être formé à la sculpture, sous l'apprentissage d'un sculpteur tyrannique et dépourvu de talents. C'est dans ce décor qu'il fait la rencontre de Viola Orsini, unique fille de la puissante famille Orsini. Ambitieuse et libre, elle étonne par son écoute des morts des cimetières, sa prétendue métamorphose en ours, son envie de voler et d'être bientôt la nouvelle Marie Curie.
Le roman suit leur amour inavoué, entre séparations et retrouvailles pendant que l'Italie bascule dans le fascisme. Mimo joue des poings, s'adonne à la débauche, de Florence jusqu'à l'Arno, de Rome à Palerme. Finalement, il s'affranchira de sa condition et deviendra un sculpteur de renom. Viola, elle, se heurte aux réalités d'un XXe siècle qui réduit les femmes au silence et s'enferme dans le rôle de l'épouse. « Les deux devront se battre pour leurs rêves et leurs idéaux, Viola pour sa liberté de femme dans une société patriarcale qui la condamne à l’obscurité, Mimo pour celle de son art qui, en l’exposant bientôt à la lumière du succès, le place aussi au cœur des enjeux politiques du fascisme montant ».

## Prix littéraires
Veiller sur elle reçoit deux prix littéraires majeurs de 2023 : le Goncourt et le Roman Fnac. Pour le prix Goncourt, il était à égalité avec le roman de Éric Reinhardt, Sarah, Susanne et l'écrivain. Le prix lui est finalement attribué au quatorzième tour de scrutin, la voix du président Didier Decoin étant alors prépondérante.
Le roman reçoit également le Prix de la Talaudière la même année.
En 2024, il reçoit le Grand prix des Lectrices de Elle.

## Ventes
Veiller sur elle était déjà un succès de librairie avant de recevoir le Goncourt, avec 47.893 exemplaires déjà écoulés avant de recevoir ce prix. En 2023, tous genres et tous types d'ouvrages confondus, Veiller sur elle était le deuxième livre le plus vendu en France (derrière l'album d'Astérix sorti la même année L'Iris Blanc). En outre, Veiller sur elle est le roman le plus vendu en France en 2023, à la fois en nombre d'exemplaires et en valeur,. Au 19 décembre 2023, ses ventes étaient estimées à plus de 250.000 exemplaires, auxquels il faut rajouter 91.265 ventes supplémentaires du 18 au 24 décembre 2023, plus 21.473 entre les 25 et le 31 décembre 2023. (Soit 112.738 ventes confirmées entre les 18 et 31 décembre 2023, et 362.738 ventes en 2023 si l'on rajoute l'estimation de 250.000 exemplaires écoulés avant le 19 décembre)
En 2024, Veiller sur elle s’était vendu à plus de 700 000 exemplaires.

## Critiques
Selon Olivia Phélip, de atlantico, « Veiller sur elle fait office de veilleur de conscience et d'humanisme » et le livre est émouvant et captivant, opinion que partage Jean-François Cadet de Rfi. Pour Juliette Einhorn, du Monde, le roman est envoûtant. Olivia de Lamberterie y voit « de la littérature populaire de qualité ». Esther Serrajordia, de La Croix, considère que le livre « impressionne par sa puissance romanesque ». Hélène Combis, de France Culture, y voit un roman subtil, un « grand souffle romanesque », « inscrit dans une longue tradition de fresques à l'italienne aux accents néoréalistes et fantastiques, nourries des archétypes de la littérature romantique ».
Pour Vincent Jaury de Transfuge, le roman est vieillot, superficiel et dénué de panache. Selon Isabelle Vogtensperger de Marianne, le livre « manque de souffle ». Elisabeth Philippe, de L'Obs, trouve le roman « extrêmement naïf ». Pour Nelly Kaprièlian, des Inrockuptibles, il est un roman pompier et un « hymne à la mignardise ».

## Adaptation au cinéma
La maison d’édition L’Iconoclaste annonce par un communiqué adressé à l'AFP, le  26 juin 2024, un projet d'adaptation au cinéma en association avec Maremako, cofondée par Muriel Sauzay, et Montebello Productions, fondée par François Ivernel,.

## Livre audio
- Veiller sur elle de Jean-Baptiste Andrea, lu par Léo Dussolier et Lila Tamazit (texte intégral), Lizzie, 2024, 12h53.  (ISBN 9791036630675)